# Jürgen Fedderwitz
Jürgen Fedderwitz (* 25. Juli 1950 in Bremen) ist ein deutscher Zahnarzt und war von 2005 bis 2013 Vorsitzender des Vorstandes der Kassenzahnärztlichen Bundesvereinigung. Danach war Fedderwitz bis Ende April 2017 stellvertretender Vorsitzender des Vorstandes. Als Spitzenverband der siebzehn Kassenzahnärztlichen Vereinigungen in sechzehn Bundesländern vertritt die KZBV die Interessen von etwa 61.000 Vertragszahnärztinnen und Vertragszahnärzten, eine der zahlenmäßig größten Facharztgruppen. Die Institution ist ein Organ der Selbstverwaltung in der Rechtsform einer Körperschaft des öffentlichen Rechts.

## Leben
Nach dem Studium der Zahnmedizin 1969 bis 1974 an der Johannes Gutenberg-Universität Mainz, nachfolgender Assistenzzeit und Promotion, gründete Fedderwitz im Jahr 1980 in Wiesbaden eine eigene Praxis.
Im Jahr 1992 wurde Jürgen Fedderwitz zum Vorsitzenden der Kassenzahnärztlichen Vereinigung Hessen (KZVH) gewählt, der er zwölf Jahre lang bis zum Jahr 2004 vorstand. 1994 wurde er in den Vorstand der KZBV berufen, in den Jahren 2003 bis 2005 war Fedderwitz amtierender ehrenamtlicher KZBV-Vorsitzender.
Mit Einführung der Hauptamtlichkeit der Vorstände von Kassenärztlichen und Kassenzahnärztlichen Vereinigungen durch den Gesetzgeber im Jahr 2005, wurde Jürgen Fedderwitz in das Amt des Vorstandsvorsitzenden der KZBV gewählt. Im Jahr 2013 erfolgte nach neun Jahren Amtszeit die Wahl zum stellvertretenden Vorstandsvorsitzenden.
Von 2005 bis Ende April 2017 war Fedderwitz Mitglied im Gemeinsamen Bundesausschuss, dem obersten Entscheidungsgremium der gemeinsamen Selbstverwaltung im GKV-System. Zudem ist er seit dem Jahr 2013 Mitglied im Kuratorium des Instituts für Qualität und Wirtschaftlichkeit im Gesundheitswesen. 2015 wurde Fedderwitz zum Vorsitzenden des Stiftungsrates des Instituts für Qualitätssicherung und Transparenz im Gesundheitswesen (IQTIG) gewählt.
Jürgen Fedderwitz ist unter anderem Mitglied der Akademie Praxis und Wissenschaft (APW), der Deutschen Gesellschaft für Zahn-, Mund und Kieferheilkunde, der Deutschen Gesellschaft für Parodontologie (DG PARO), der Neuen Arbeitsgruppe Parodontologie, der Pierre Fauchard Academy und dem Freien Verband Deutscher Zahnärzte.

## Aufgaben
Die Geschäftsordnung der KZBV verteilt die Ressorts auf die drei Vorstandsmitglieder. Fedderwitz war für die Aufgabenbereiche Presse/Öffentlichkeitsarbeit, Gemeinsamer Bundesausschuss/IQWiG, Forschung und Qualitätsförderung zuständig.
Fedderwitz setzte sich für eine planungssichere freiberufliche Sicherstellung der Versorgung ein. Seit vielen Jahren beschäftigt er sich zudem mit der Implementierung einer zeitgemäßen Parodontalbehandlung.
Prägend für seine Amtszeit als Vorstandsvorsitzender der KZBV war der Bewertungsmaßstab zahnärztlicher Leistungen, die den derzeit gültigen Katalog der Gesetzlichen Krankenversicherung (GKV) hinsichtlich des Zeitaufwandes und der Bewertung zahnärztlicher Leistungen neu geordnet hat, sowie die Einführung des Festzuschusssystems. Dieses führte die Regelversorgung als Zuschussgrundlage für die GKV ein und löste das zuvor jahrzehntelang gültige prozentuale Zuschusssystem ab.